# Верхние Ачаки
Ве́рхние Ача́ки (чув. Тури Ачак) — деревня в Ядринском районе Чувашской Республики России. Административный центр Большешемердянского сельского поселения.

## География
Деревня находится в северо-западной части Чувашии, в пределах Чувашского плато, в зоне хвойно-широколиственных лесов, на левом берегу реки Арбашка, на расстоянии примерно 16 км (по прямой) к юго-востоку от города Ядрина, административного центра района. Абсолютная высота — 159 м над уровнем моря. Расстояние до столицы республики — города Чебоксары — 87 км, до районного центра — 23 км, до железнодорожной станции 62 км.
Климат
Климат характеризуется как умеренно континентальный, с продолжительной морозной зимой и тёплым летом. Среднегодовая температура воздуха — 2,9 °С. Средняя температура воздуха самого тёплого месяца (июля) — 18,6 °C (абсолютный максимум — 38 °C); самого холодного (января) — −13 °C (абсолютный минимум — −44 °C). Безморозный период длится около 148 дней. Среднегодовое количество атмосферных осадков составляет 513 мм, из которых 357 мм выпадает в период с апреля по октябрь
Часовой пояс
Деревня Верхние Ачаки, как и вся Чувашия, находится в часовой зоне МСК (московское время). Смещение применяемого времени относительно UTC составляет +3:00.

## Население
| 2010 | 2012 |
| ---- | ---- |
| 355  | ↗422 |

Гендерный состав
По данным Всероссийской переписи населения 2010 года в гендерной структуре населения мужчины составляли 48,7 %, женщины — соответственно 51,3 %.
Национальный состав
Согласно результатам переписи 2002 года, в национальной структуре населения чуваши составляли 98 % из 426 человек.

## Известные уроженцы
- Платонов, Алексей Кузьмич (1907—1950) — советский инженер-конструктор.